# Concours musical international Reine Élisabeth de Belgique 2011
Le Concours musical international Reine Élisabeth de Belgique, session 2011, est consacré au chant.
La soprano sud-coréenne Hong Haeran (nl) remporte le concours.

## Lauréats
- Premier prix : Hong Haeran (nl) (Corée du Sud)
- Deuxième prix : Thomas Blondelle (nl) (Belgique)
- Troisième prix : Elena Galitskaïa (Russie)
- Quatrième prix : Anaïk Morel (France)
- Cinquième prix : Konstantin Shushakov (Russie)
- Sixième prix : Clémentine Margaine (France)

Selon le règlement du concours, aucun classement n'est établi entre les finalistes au-delà du sixième prix. Les six derniers lauréats, listés par ordre alphabétique, sont : 
- Stanislas de Barbeyrac (France)
- Nikola Diskic (Serbie)
- Insu Hwang (Corée du Sud)
- EungKwang Lee (Corée du Sud)
- Sébastien Parotte (Belgique)
- Elizabeth Zharoff (USA)